# Taira–Minamoto-háború

Minamoto no Joritomo 1179-ből származó portréja fali tekercsképen

A Taira–Minamoto-háború (源平合戦, Gempei kasszen) a 12. századra kialakuló két nagy japán szamurájdinasztia harca. A kezdeti marakodásokból (Heidzsi-lázadás, Hógen-lázadás) a Tairák (Heikék) kerültek ki győztesen, s a Minamotók (Gendzsik) megmaradt sarjait házi őrizetbe vették, ám 1180 és 1185 között Minamoto no Joritomo és öccse, Minamoto no Josicune több sikeres ütközetben szorította vissza, majd a dannourai tengeri csatában (1185) végleg leverte őket. Ez a háború eredményezte a katonai kormányzatok, a sógunátusok hét évszázados uralmát Japánban.